# أستراليا في الألعاب البارالمبية الشتوية 2002
شاركت أستراليا في دورة الألعاب البارالمبية الشتوية لعام 2002 في مدينة سولت ليك، يوتا، الولايات المتحدة، في الفترة من 8 آذار إلى 19 آذار 2002. كانت ألعاب سولت ليك البارالمبية هي النسخة الثامنة من هذه الألعاب الشتوية، وهي أول دورة ألعاب بارالمبية شتوية تُقام في أمريكا الشمالية، وأول دورة بارالمبية شتوية يتم تنظيمها من قبل لجنة تنظيم أولمبية.
على الرغم من أن العديد من نفقات الألعاب البارالمبية قد تم تغطيتها من خلال التخطيط المشترك مع الألعاب الأولمبية، إلا أن المنظمين أنفقوا نحو 60 مليون دولار أمريكي على الألعاب البارالمبية، بما في ذلك 5 ملايين دولار على حفلي الافتتاح والختام.
تضمنت ألعاب سولت ليك 92 فعالية في أربعة رياضات: التزلج الألبي، البياثلون، التزلج الريفي، وهوكي الزلاجات الجليدية. شاركت 36 دولة بإجمالي 416 رياضياً (329 رجلاً و87 امرأة). مثل أستراليا ستة متزلجين جبليين رجال: پيتر بونايرتس، بارت بانتينغ، مايكل ميلتون، سكوت آدامز، كاميرون راهلس-راهبولا، ومارك درينان.
بلغ إجمالي الميداليات التي حصلت عليها أستراليا سبع ميداليات، منها ست ذهبيات وفضية واحدة. أنهت أستراليا المنافسات في المركز الثامن في ترتيب الميداليات الذهبية والإجمالية، مما يجعلها أنجح دورة ألعاب شتوية في تاريخ البلاد من حيث عدد الميداليات الذهبية.

## الأداءات الأسترالية البارزة كانت:
- حقق مايكل ميلتون فوزًا نظيفًا، حيث فاز بالميدالية الذهبية في مسابقات الانحدار، والسوبر-جي، والتزلج المتعرج الكبير، والتزلج المتعرج القصير.
- فاز بارت بانتينغ، المتزلج ضعيف البصر الذي كان يقوده ناثان تشيفرز، بالميدالية الذهبية في سباق الانحدار والسوبر-جي، والميدالية الفضية في التزلج المتعرج الكبير.

## الخلفية
شاركت أستراليا في كل دورة من دورات الألعاب البارالمبية الشتوية منذ انطلاقها عام 1976، لكن يُنظر إلى دورة سولت ليك سيتي 2002 على أنها الدورة التي جذبت عددًا كبيرًا من المشجعين الجدد وزادت بشكل ملحوظ من عدد الحضور الجماهيري لرياضات الشتاء البارالمبية. كما أن سولت ليك 2002 كانت أول لجنة تنظيمية تدمج بشكل كامل التخطيط للألعاب الأولمبية والبارالمبية، مما خفّض التكاليف واستخدم نفس البنية التحتية لكلتا الدورتين.
قال خافيير غونزاليس، الرئيس التنفيذي للجنة البارالمبية الدولية، والذي كان سابقًا المدير التنفيذي للبارالمبياد في لجنة تنظيم سولت ليك:
"لقد كانت دورة الألعاب البارالمبية الشتوية سولت ليك سيتي 2002 حقاً حدثًا لا يُنسى. مع هذا الطلب الكبير على التذاكر والحضور الكثيف للإعلاميين المعتمدين حول المواقع، دفعت هذه العروض الشتوية حركة البارالمبياد إلى آفاق جديدة، وخلقت مزيدًا من الوعي للرياضيين من ذوي الإعاقة في الرياضة، وكذلك في المجتمع. وكان من الرائع أيضًا رؤية لجنة تنظيم سولت ليك تدمج بالكامل تنظيم البارالمبياد مع الألعاب الأولمبية."
ملخص ألعاب سولت ليك سيتي البارالمبية 2002
| البيان                    | التفاصيل            |
| ------------------------- | ------------------- |
| المدينة المُضيفة           | سولت ليك سيتي، يوتا |
| الشعار                    | العقل، الجسد، الروح |
| عدد الدول المشاركة        | 36 دولة             |
| عدد الرياضيين المشاركين   | 416 رياضيًا          |
| عدد الرياضيين الأستراليين | 6 رياضيين           |
| عدد الألعاب               | 4 ألعاب             |
| حفل الافتتاح              | 7 آذار              |
| حفل الختام                | 16 آذار             |
| الافتتاح الرسمي بواسطة    | الرئيس جورج و. بوش  |
| الملعب البارالمبي         | ملعب رايس-إيكلز     |

## الحضور والتغطية الإعلامية
أدى الطلب المرتفع على التذاكر إلى رفع العدد الإجمالي من 225,000 إلى 248,000 تذكرة.
تم اعتماد ما مجموعه 836 ممثلاً إعلاميًا من أكثر من 30 هيئة بث لتغطية دورة الألعاب البارالمبية في سولت ليك، وقد قدمت عدة هيئات بث دولية للمشاهدين حزم ملخصات بعد انتهاء الألعاب. ومع ذلك، وُجهت انتقادات بشأن الفوارق الكبيرة في حجم التغطية بين الألعاب الأولمبية لعام 2002 في سولت ليك سيتي والألعاب البارالمبية.
أظهرت دراسة أُجريت في جامعة بريغهام يونغ أن 2,399 رياضيًا شاركوا في الألعاب الأولمبية لعام 2002 قد تمت تغطيتهم من قبل 9,000 ممثل إعلامي معتمد، أي بمعدل 3.75 شخصًا إعلاميًا لكل رياضي من غير ذوي الإعاقة. أما الألعاب البارالمبية، فقد تمت تغطيتها من قبل 700 فقط من الممثلين الإعلاميين المعتمدين، أي بمعدل 1.66 شخص إعلامي لكل رياضي من ذوي الإعاقة فقط.
مقارنة بين المقالات المنشورة حول الألعاب الأولمبية والبارالمبية من قبل الصحف الأمريكية المعروفة (01 شباط حتى 18 آذار 2002)
| الصحيفة              | مقالات عن الألعاب الأولمبية | مقالات عن الألعاب البارالمبية |
| -------------------- | --------------------------- | ----------------------------- |
| يو إس إيه توداي      | 611                         | 5                             |
| ذا نيويورك تايمز     | 387                         | 5                             |
| ذا لوس أنجلوس تايمز  | 533                         | 0                             |
| ذا واشنطن بوست       | 306                         | 2                             |
| ذا نيويورك ديلي نيوز | 278                         | 0                             |
| ذا هيوستن كرونيكل    | 446                         | 1                             |

كما حللت الدراسة المواضيع والتمثيلات الضمنية المحيطة باختلاف التغطية الإعلامية بين الألعاب البارالمبية والأولمبية، من خلال إجراء مقابلات مع بعض العاملين في وسائل الإعلام الذين حضروا الألعاب الأولمبية فقط. كشفت هذه المقابلات أن ضعف التغطية الإعلامية للألعاب البارالمبية كان نتيجة شعور وسائل الإعلام بأن هذه الألعاب لا تُعد منافسة حقيقية، إلى جانب وجود مشكلات لوجستية، واعتقاد بأن الحدث لا يجذب الجمهور.
في المقابل، أظهرت مقابلات مع ممثلين إعلاميين ممن غطوا الألعاب البارالمبية أن تغطيتهم كانت مدفوعة بإيمانهم بجاذبية الألعاب للجمهور، ورغبتهم في رفع الوعي حول الإعاقة، ومعرفتهم بحملات العلاقات العامة الفعالة التي تنفذها اللجان البارالمبية الوطنية، إلى جانب مشاركاتهم السابقة في تغطية الألعاب البارالمبية.

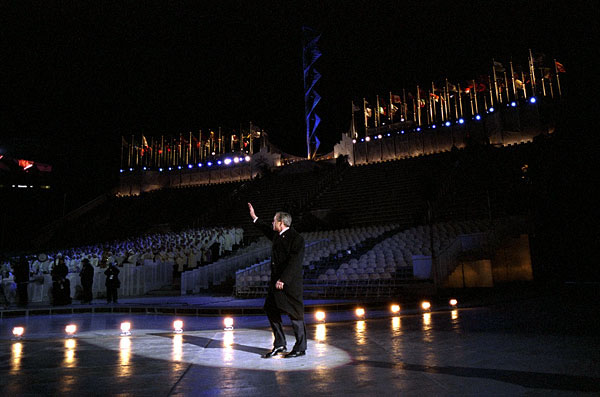
الرئيس جورج دبليو. بوش يلوّح للجمهور أثناء سيره على الجليد خلال حفل افتتاح دورة الألعاب البارالمبية الشتوية لعام 2002.

## الافتتاح والاختتام الرسمي
في السابع من آذار ٢٠٠٢، بدأت رسميًا دورة الألعاب البارالمبية الشتوية سولت لايك ٢٠٠٢ مع مراسم الافتتاح في ملعب رايس-إيكلس الأولمبي، أمام جمهور كامل العدد بلغ ٤٦,٠٠٠ متفرّج. استندت مراسم الافتتاح إلى موضوع: "أيقظ العقل – حرّر الجسد – ألهم الروح"، وشارك فيها طاقم يضم قرابة ١,٠٠٠ شخص، من بينهم "أرواح الثلج" و"أطفال النور".
من بين المؤدين كانت وينونا، دوني أوزموند، عازفة الكمان الكلاسيكية-الشعبية فانيسا ماي، المغني الريفي بيلي جيلمان، وستيفي وندر. وقد حمل الشعلة البارالمبية إلى المنصة أول رجل أعمى يتسلّق جبل إيفرست، إيريك واينماير. وقد قاد إيريك كلبه أثناء صعوده إلى المنصة، حيث سلّم الشعلة إلى اثنين من أفضل المتزلجين على الجلوس في الولايات المتحدة – كريس واديل وموفي ديفيس، اللذان أشعلا معًا المرجل البارالمبي.
في بداية الألعاب، حيّا الرئيس جورج دبليو بوش الرياضيين البارالمبيين قائلًا: "كل رياضي في هذه الألعاب سيثبت أننا لا نُحدّ إلا بحجم أحلامنا، وأن الرغبة والشجاعة يمكنهما التغلب على أي عقبة قد تضعها الحياة في طريقنا."
بعد تسعة أيام، في السادس عشر من آذار، أقيمت مراسم اختتام الألعاب البارالمبية في بلازا الميداليات الأولمبية وسط مدينة سولت لايك، في حفل ختامي تميّز بمشاركة المتزلجة البارالمبية لايسي هوارد إلى جانب النجمة باتي لا بيل في أداء أغنية "ليدي مارمالاد".
تجمع أكثر من ٢٠,٠٠٠ مشجّع لتوديع الألعاب وتكريم آلاف المتطوعين الذين جعلوا دورة سولت لايك البارالمبية ممكنة.

## شعلة الألعاب
من الأول إلى السابع من آذار، نظّمت سولت لايك ٢٠٠٢ "رحلة النار" لنقل روح دورة الألعاب البارالمبية الشتوية إلى المجتمع. حمل الشعلة ١٠٠ عدّاء عبر ١٥ مدينة في ولاية يوتا، وأقيمت في كل مدينة مراسم عند المراجل البارالمبية — بمشاركة مغنين برازيليين، وإطفائيين متطوعين، وجوقة المورمون تابيرناكيل — قبل أن تُجمع اللهب الخمسة عشر لتكوين شعلة بارالمبية واحدة في احتفال خاص في السادس من آذار.
في اليوم التالي، شارك عدّاؤون تتراوح أعمارهم بين ٧ و٩٦ سنة في "سباق الشعلة" قبل أن تصل إلى ملعب رايس-إيكلس الأولمبي لحضور مراسم الافتتاح.
قال المتزلج الأميركي على المنحدرات كريس واديل: "في أنقى مستوياتها، تدور الألعاب الأولمبية والألعاب البارالمبية حول الشيء ذاته. نحن كرياضيين بارالمبيين نختبر نفس نوع التضحية، ونفس نوع الالتزام تجاه رياضتنا، ونفس نوع الأمل الذي تمثّله الألعاب الأولمبية. الأمر كله يتمحور حول محاولة القيام بشيء عظيم."

## الرمز والشخصية التمثيلية
يتكوّن شعار دورة الألعاب البارالمبية الشتوية سولت لايك ٢٠٠٢ من ثلاث علامات مميزة؛ تمثل الكرة في الأعلى رأس الرياضي البارالمبي، كما ترمز إلى الوحدة العالمية لحركة البارالمبياد.
ويمثل الخطّان العريضان المتحركان الرياضي أثناء الحركة. أما الرموز الثلاثة الموجودة أسفل الرياضي، والتي تُعرف بالـ "تايجيك"، فتعيد إنتاج العلامات الخضراء والحمراء والزرقاء الموجودة في علم البارالمبياد.
الشخصية التمثيلية لدورة الألعاب البارالمبية الشتوية في مدينة سولت لايك ٢٠٠٢ كانت "أوتو" ثعلب الماء. وقد كانت ثعالب الماء النهرية في يوتا على وشك الانقراض نتيجة الصيد الجائر والتلوث البيئي، لكنها أُعيد توطينها بنجاح في نهر غرين ومناطق أخرى بعد دورة سولت لايك البارالمبية.
وقد اعتبرتها القبائل الهندية القديمة واحدة من أقوى الحيوانات على الإطلاق، فاختيرت لتكون رمزًا للبارالمبياد في سولت لايك تجسيدًا للحيوية والرشاقة، وتمثيلًا لروح كل رياضي بارالمبي.

## مجموعات الإعاقة
يُصنَّف الرياضيون ذوو الإعاقة المشاركون في دورات الألعاب البارالمبية الصيفية والشتوية ضمن واحدة من ست مجموعات إعاقة:
- الشلل الدماغي: رياضيون يعانون من تلف في الدماغ – نتيجة سكتة دماغية، أو إصابة في الرأس، أو حالة مشابهة – مما يؤدي إلى عدد من الوظائف الفسيولوجية المتأثرة، بما في ذلك صعوبات في التنسيق والتوازن، والتحكم العضلي، والمهارات الحركية.[10]
- البتر: رياضيون فقدوا جزئيًا أو كليًا طرفًا واحدًا على الأقل.[10]
- ضعف البصر: رياضيون يعانون من إعاقات بصرية تتراوح بين ضعف جزئي في الرؤية إلى العمى التام (وفقًا للتعريف القانوني للعمى).[10]
- الإعاقة الذهنية: رياضيون يعانون من قيود في الأداء الذهني، والاجتماعي، والسلوكي. وقد تم حظر هذه الفئة من المشاركة في دورة الألعاب الشتوية سولت لايك ٢٠٠٢ بعد الحادثة التي وقعت في دورة الألعاب الصيفية في سيدني عام ٢٠٠٠، حيث تبيّن أن غالبية أعضاء فريق كرة السلة الإسباني لذوي الإعاقة الذهنية لا يعانون من أي إعاقة.[11] ومنذ ذلك الحين، ضغطت اللجنة البارالمبية الدولية من أجل معايير أكثر صرامة في تصنيف الرياضيين ذوي الإعاقة الذهنية.[11]
- الكرسي المتحرك: رياضيون يعانون من درجات متفاوتة من إصابات الحبل الشوكي أو إعاقات في العمود الفقري. لكي يُصنّف الرياضي ضمن هذه الفئة، يجب أن تكون لديه خسارة في وظائف الأطراف السفلية بنسبة لا تقل عن ١٠٪.[10]
- ليز أوتر: وهي كلمة فرنسية تعني "الآخرون"، وتشمل جميع الرياضيين الذين لا يندرجون بوضوح ضمن أي من الفئات السابقة.[11] ويمكن أن تشمل هذه الفئة مجموعة متنوعة من الإعاقات الفسيولوجية، مثل فقدان وظائف جسدية معيّنة أو مشكلات حركية خاصة ناتجة عن إعاقات مثل التصلب المتعدد، والتقزم، أو التشوهات الخلقية.[11]

## الفريق

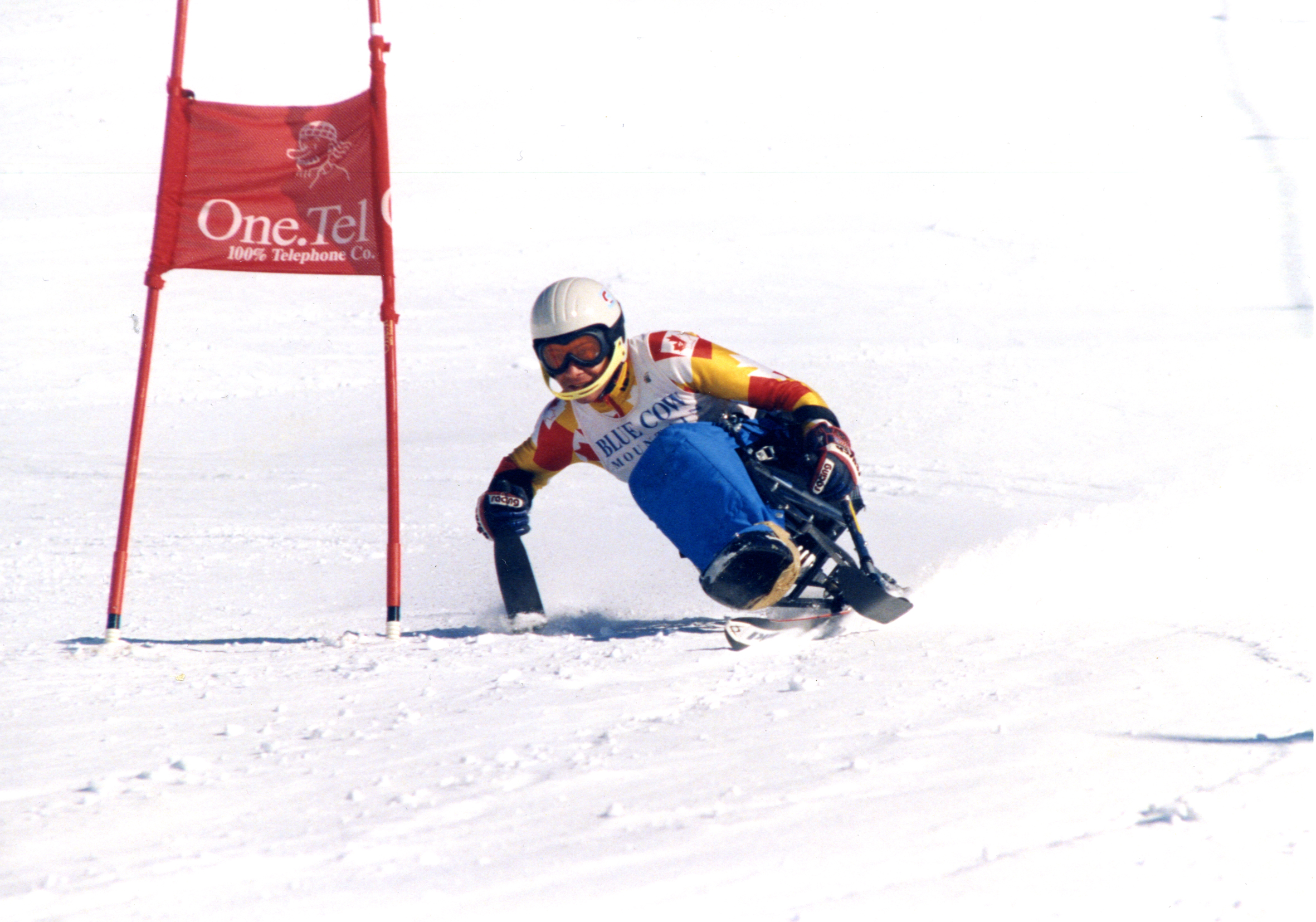
البارالمبي الأسترالي بيتر بونارتس أثناء المنافسة في كأس العالم للتزلج على جبال الألب عام ٢٠٠١

### بيتر بونارتس
وُلِد بيتر بونارتس في ٢١ أيلول ١٩٦٨ في نيوزيلندا، وكان يعمل كمندوب مبيعات ونشأ في مانلي، سيدني. يعاني بونارتس من درجة خفيفة من الشلل النصفي السفلي؛ إذ تعرّض لكسر في ظهره في أحد الفنادق في مانلي عندما سقط ضيف مخمور من شرفة الحانة عليه.
بدأت رحلته الرياضية بعد أن ألهمه مقال في مجلة عن التزلج لذوي الإعاقة، مما دفعه للتواصل مع المجلس الرياضي لذوي الإعاقة في نيو ساوث ويلز للاستفسار عن كيفية المشاركة.
مثّل أستراليا لأول مرة في عام ١٩٩٩، لكن أول ميدالية له كانت برونزية في سباق التعرج في بطولة العالم في سويسرا عام ٢٠٠٠، كما حقق المركز الرابع في السوبر-جي والمركز السادس في الانحدار في البطولة نفسها. وعلى الرغم من تصنيفه كرياضي يستخدم الكرسي المتحرك، فإنه يُعرف في المنافسات بلقب "متزلج الجلوس".

### بارثولوميو (بارت) بانتينغ
وُلِد بارت بانتينغ في ١٧ تموز ١٩٧٦ في أستراليا، وكان يعمل كمبرمج حاسوب ونشأ في تشيبنديل، سيدني. وُلِد بانتينغ بإعاقة بصرية خِلقية، مما يعني أنه لا يملك أي درجة من الإبصار. بدأت مسيرته في التزلج عام ١٩٩٨ عندما شارك في "مخيم تجريبي" مخصص لذوي الإعاقة.
وعلى الرغم من صعوبة البداية على الجبال، أصبح بانتينغ عضوًا في المنتخب الوطني الأسترالي عام ١٩٩٩، وفي عام ٢٠٠٠ فاز بأول ميدالية ذهبية له في سباق التعرج العملاق والانحدار في بطولة العالم في سويسرا. الرياضيون في فئة بانتينغ يستخدمون الصوت فقط لتوجيههم على المضمار. صديقه المقرّب والمرشد ناثان تشيفرز يتزلج على بعد أمتار قليلة أمامه، ويتحدث إليه عبر ميكروفون داخل خوذته ومكبر صوت على ظهر حقيبته.
يجب على بانتينغ التحرك وفق تعليمات ناثان، مما يجعل التواصل والثقة بينهما أمرًا بالغ الأهمية. وبسبب إنجازاته في ألعاب سولت لايك، نال شرف حمل العلم الأسترالي خلال مراسم الختام.

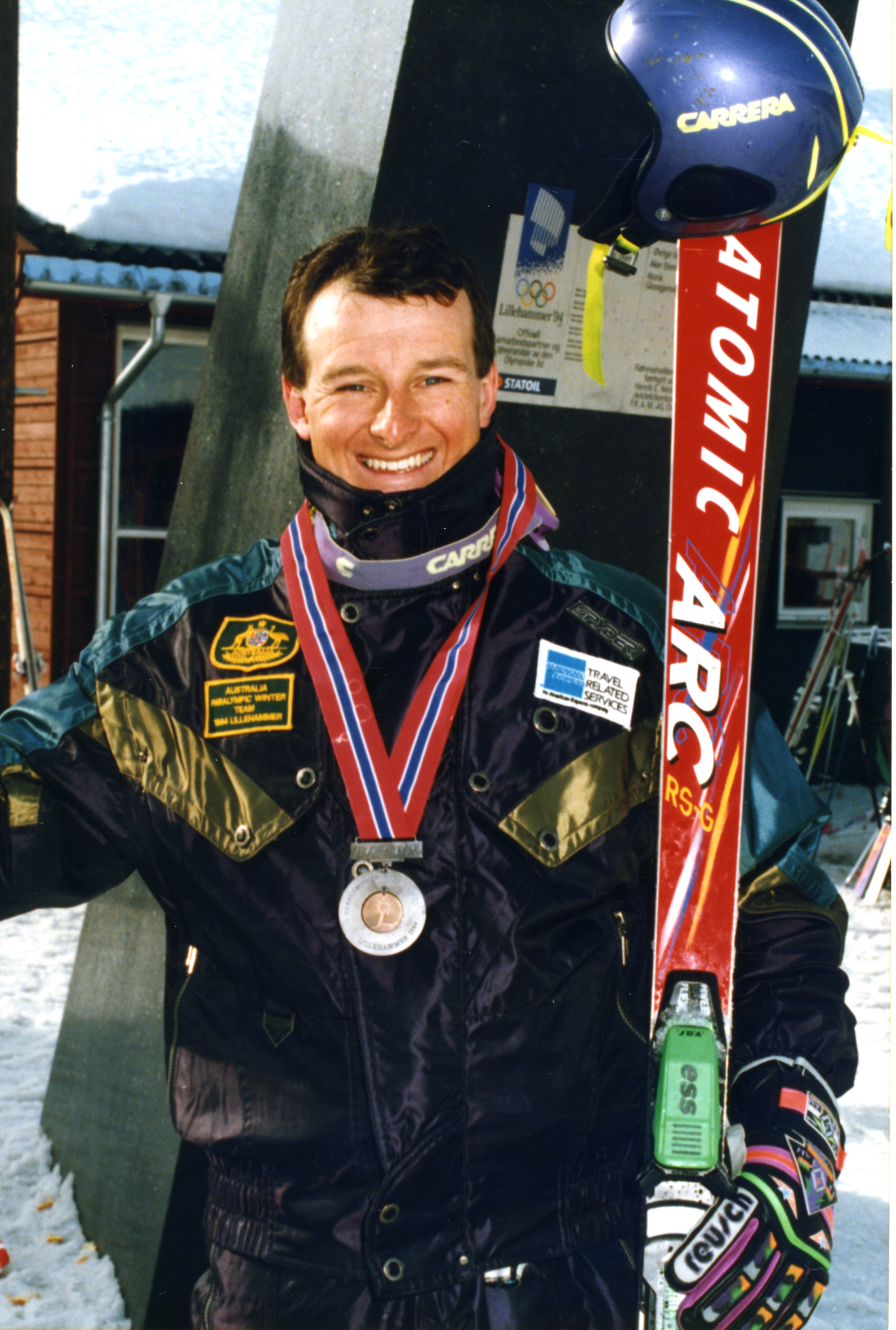
البارالمبي الأسترالي مايكل ميلتون في ألعاب الشتاء لعام ١٩٩٤ في ليليهامر.

### مايكل ميلتون
وُلِد مايكل ميلتون في ٢١ آذار ١٩٧٣ في كانبيرا، وكان يقيم في جنداباين بولاية نيو ساوث ويلز. أدى إصابته المبكرة بسرطان العظام إلى بتر ساقه اليسرى فوق الركبة عندما كان في التاسعة من عمره. نشأ ميلتون في عائلة تمارس رياضة التزلج، وزادت إعاقته من عزيمته على التميز في هذه الرياضة.
قال ميلتون: "أعتقد أن هناك روحًا تنافسية طبيعية بداخلي، وربما البيئة التي نشأت فيها – التعلّم على الحياة بساق واحدة، والرغبة في التنافس مع أقراني الأصحّاء – خلقت حقًا هذا التفكير… إنها مجرد ساق. الأشياء المهمة فعلًا في الحياة هي العائلة، الأصدقاء، والاستمتاع. لا علاقة لأي من هذه الأشياء بعدد السيقان التي تملكها."
مثّل ميلتون أستراليا لأول مرة عام ١٩٨٨، لكنه اعتزل بعد بطولة العالم في النمسا عام ١٩٩٦ لأسباب شخصية. قرر العودة عام ١٩٩٩ بعد حصوله على منحة دراسية من معهد الرياضة الأسترالي، وهي أول منحة من نوعها تُمنح لرياضي بارالمبي.
منذ ذلك الحين، شارك ميلتون في العديد من بطولات العالم ودورات الألعاب البارالمبية، وفاز بعدد كبير من الميداليات الذهبية والفضية. وقد حمل العلم الأسترالي في مراسم افتتاح ألعاب سولت لايك، وفاز بالميدالية الذهبية في جميع الفعاليات الأربع التي شارك فيها.
وخارج المنافسات، يعمل ميلتون كمدرب وطني للتطوير في رياضة الشتاء لذوي الإعاقة في أستراليا، ويساهم في تدريب الجيل القادم من المتزلجين الأستراليين على جبال الألب.

### سكوت آدامز
وُلِد سكوت آدامز في ١٧ آذار ١٩٧١ في أستراليا، وكان يعمل كعامل تنسيق حدائق ونشأ في تونجاببي، سيدني. فقد النصف السفلي من ساقه اليمنى في حادث غريب في لندن، عندما دهسه حافلة أثناء سيره على الرصيف. شارك في التزلج عبر منظمة الرياضات الشتوية لذوي الإعاقة في أستراليا، لكن مسيرته في التزلج انطلقت بعد فوزه بثلاث ميداليات، واحدة ذهبية واثنتين فضيتين، في أول مشاركة له في البطولات الوطنية الكندية عام ١٩٩٩. تصنيفه ضمن فئة LW4 يعني أنه يتزلج باستخدام طرف اصطناعي. الرياضة تشكل جزءًا كبيرًا من حياة آدامز، وبالرغم من إعاقته، غالبًا ما يمارس الجولف والتنس والاسكواش وركوب الدراجات الجبلية.

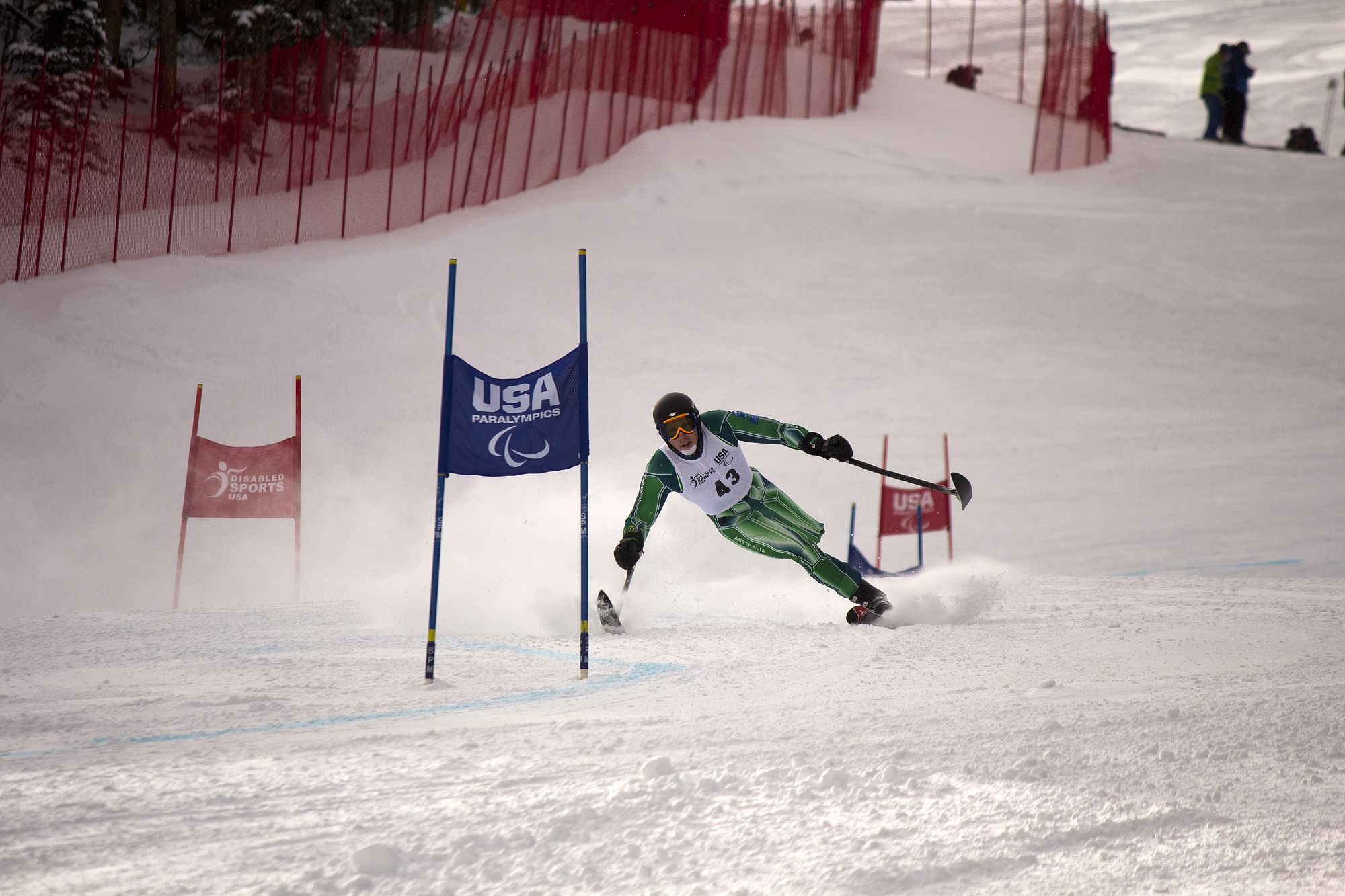
البارالمبي الأسترالي كاميرون راهلس رهبولا يتنافس في سباق السوبر-جي خلال كأس نور-أم للجنة البارالمبية الدولية لعام ٢٠١٢

### كاميرون راهلس-راهبولا
وُلِد كاميرون راهلس-راهبولا في ٩ تموز ١٩٨٣ في كامبرداون، فيكتوريا، وكان معالجًا طبيعيًا سابقًا. تم تشخيصه بنوع نادر من سرطان العظام يُسمى الساركوما العظمية عندما كان في الثانية عشرة من عمره، واضطر إلى بتر ساقه اليسرى فوق الركبة بعد فشل العلاج الكيميائي وهو في الرابعة عشرة. بعد أسبوعين من البتر، أدرجته شبكة دعم مرضى السرطان للأطفال في معسكر تزلج في جبل بولر كجزء من برنامج تأهيله. تمكن من التزلج بدون مساعدة بعد ثلاثة أيام فقط، ومن هناك ازدهرت مسيرته في التزلج. كانت أولى مشاركاته التنافسية الجادة ونجاحه الأول الكبير في بطولة ٢٠٠١ الوطنية في جبل هوثام، حيث حصل على المركز الثاني في التعرج العملاق. لم يمض وقت طويل قبل أن يلاحظه مدرب التزلج الوطني ستيف بوفا والمدرب التطويري كريج روبنسون، الذين أدخلوه إلى الفريق الوطني وبدأوا تدريبه للاستعداد لألعاب سولت لايك ٢٠٠٢ البارالمبية.

### مارك درينان
وُلِد مارك درينان في ١٠ كانون الثاني ١٩٦٧ في بانكستاون، سيدني، وكان يعمل قفالًا سابقًا. وُلد مع استخدام جزئي فقط لساقه اليمنى. تعرض لحادث سيارة عندما كان في الثانية والعشرين من عمره واضطر إلى بتر ساقه اليسرى تحت الركبة. تعلّم التزلج من خلال المعسكرات التي نظمها المجلس الرياضي لذوي الإعاقة في نيو ساوث ويلز، وفي عام ٢٠٠٠، شارك في البطولات الوطنية الكندية وحقق مراكز ضمن الخمسة الأوائل في جميع فعالياته. تنافس في البطولات الوطنية الأسترالية وكأس ثريدبو في العام التالي، حيث أحرز المركز الأول في التعرج في كلا المسابقتين. كانت دورة الألعاب البارالمبية في مدينة سولت لايك هي أول سنة له ضمن الفريق الوطني الأسترالي.

## الحاصلون على الميداليات
على الرغم من صغر حجم فريقها، أدت أستراليا أداءً جيدًا في الألعاب البارالمبية الشتوية لعام ٢٠٠٢ في مدينة سولت لايك. فاز مايكل ميلتون بالميدالية الذهبية في جميع فعالياته الأربعة – النزول، التعرج، التعرج العملاق، والسوبر-جي، وفاز بارت بانتينغ مع المرشد ناثان تشيفرز بالميدالية الذهبية في فعاليتين – النزول والسوبر-جي، وبالميدالية الفضية في التعرج العملاق.
الحاصلون على الميداليات
| الميدالية | الاسم                       | الرياضة               | الفعالية                 |
| --------- | --------------------------- | --------------------- | ------------------------ |
| ذهبية     | مايكل ميلتون                | التزلج على جبال الألب | النزول رجال LW2          |
| ذهبية     | مايكل ميلتون                | التزلج على جبال الألب | التعرج العملاق رجال LW2  |
| ذهبية     | مايكل ميلتون                | التزلج على جبال الألب | التعرج رجال LW2          |
| ذهبية     | مايكل ميلتون                | التزلج على جبال الألب | السوبر-جي رجال LW2       |
| ذهبية     | بارت بانتينغ / ناثان تشيفرز | التزلج على جبال الألب | النزول رجال B1-3         |
| ذهبية     | بارت بانتينغ / ناثان تشيفرز | التزلج على جبال الألب | السوبر-جي رجال B1-3      |
| فضية      | بارت بانتينغ / ناثان تشيفرز | التزلج على جبال الألب | التعرج العملاق رجال B1-2 |

## التصنيف
يتم تصنيف الرياضيين المشاركين في الألعاب البارالمبية الشتوية ضمن إحدى ثلاث فئات تصنيف، وذلك حسب إعاقتهم ومستوى أدائهم الوظيفي. يُزوّد الرياضيون ذوو الإعاقات الجسدية بمعدات خاصة مصممة لتلبية احتياجاتهم الفردية، بما في ذلك الأجهزة التقويمية، وألواح التزلج المفردة والمقاعد المتزلجة. أما الرياضيون ذوو الإعاقات البصرية فيساعدهم مرشدون يبصرون، يوجّهونهم خلال المسار باستخدام نظام ميكروفون ومكبر صوت. ولتمكين الرياضيين من مختلف الإعاقات من التنافس مع بعضهم البعض، يُستخدم نظام تعديل الوقت لأخذ الفروقات في المساعدات بعين الاعتبار. الفئات الثلاثة للتصنيف هي كما يلي:

## الوقوف (ينطبق على الرياضيين في مجموعات الإعاقة الشلل الدماغي، والمبتورين، والـ ليه أوترس):[14]LW 1 – 9
- LW 1: إعاقة فوق الركبتين في كلا الساقين (زلاجات اثنتان، وعامودان).
- LW 2: إعاقة فوق الركبة في ساق واحدة (زلاجة واحدة، وعامودان).
- LW 3: إعاقة تحت الركبتين في كلا الساقين (زلاجات اثنتان، وعامودان).
- LW 4: إعاقة تحت الركبة في ساق واحدة (زلاجات اثنتان، وعامودان).
- LW 5/7: إعاقة في كلا الذراعين أو اليدين (زلاجات اثنتان، بدون عصي).
- LW 6/8: إعاقة في ذراع واحدة أو يد واحدة (زلاجات اثنتان، بدون عصي).
- LW 9: مزيج من الإعاقة في الذراعين والساقين (زلاجات اثنتان، وعامودان).

## المتزلجون الجالسون (ينطبق على الرياضيين في مجموعات الإعاقة المبتورين (الساق) وذوي الكراسي المتحركة):[14]LW 10 – 12
- LW 10: إعاقة في الأطراف السفلية ولا يستطيع الجلوس منتصبًا بدون دعم.
- LW 11: إعاقة في الأطراف السفلية مع توازن جلوس معتدل.
- LW 12: إعاقة – رغم أنها ليست كبيرة – في الأطراف السفلية لكنه يستطيع الجلوس منتصبًا والحفاظ على توازنه.

## المعاقون بصريًا (ينطبق على الرياضيين في مجموعات الإعاقة البصرية):[14]B 1 – 3
- B 1: رياضيون يعانون من العمى الكامل، أو لديهم إدراك محدود للضوء.

- B 2: رياضيون يعانون من عمى جزئي، أو يمكنهم التعرف على شكل الأجسام.
- B 3: رياضيون لديهم أكثر من خمسة درجات من الرؤية (ولكن أقل من ٢٠ درجة).

## الفعاليات

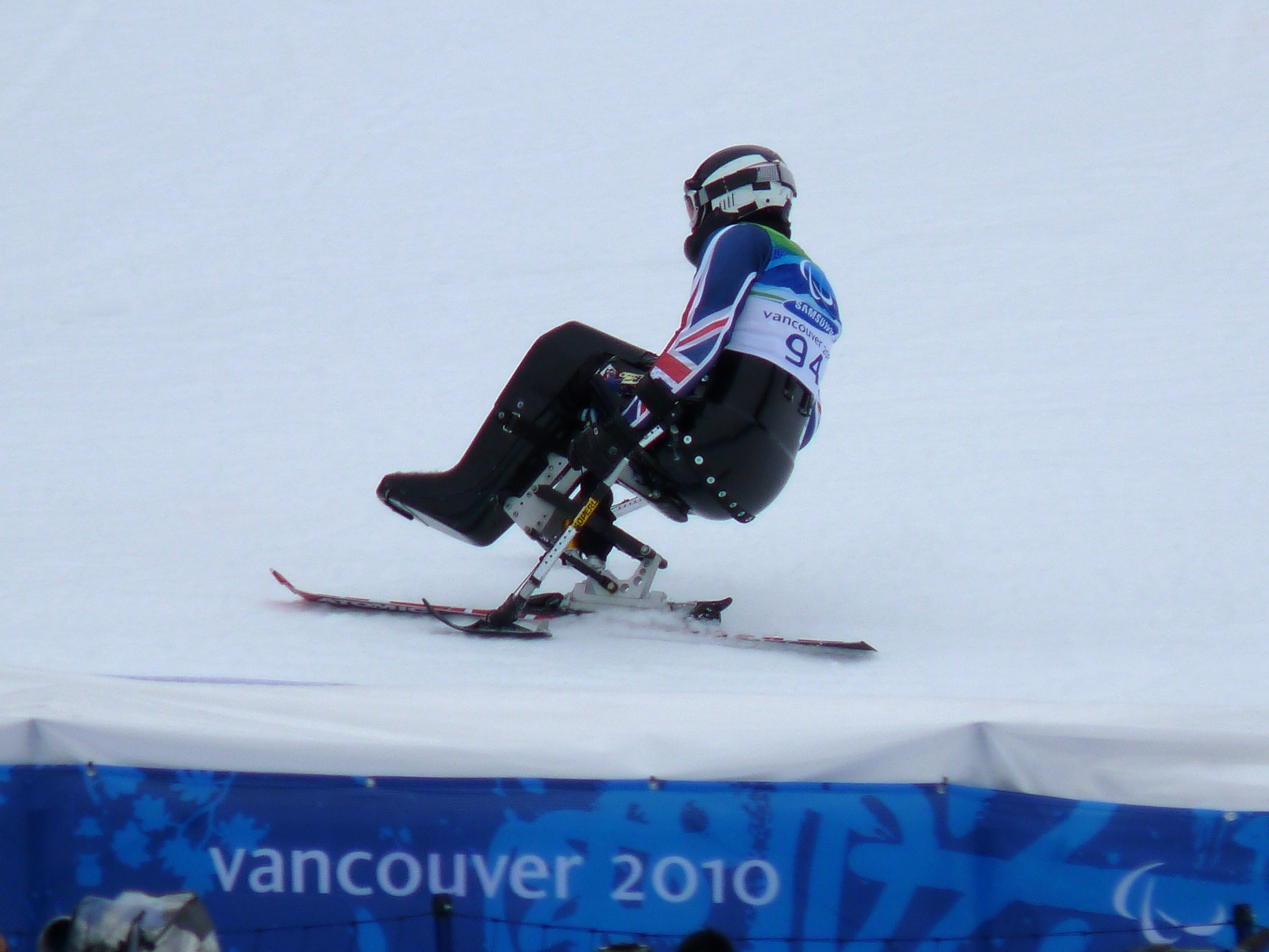
متزلج ألبين بارالمبي يجلس على الكرسي المتحرك يتنقل في طريقه نزولاً على الجبال

### التزلج الألبي
يجب على الرياضيين في فعاليات التزلج الألبي أن يجمعوا بين السرعة والرشاقة أثناء التزحلق على المنحدرات بسرعات تقارب 100 كيلومتر في الساعة. كما هو الحال في الألعاب الأولمبية، هناك أربعة فعاليات للتزلج الألبي: التزلج النزولي، السوبر جي، السلالوم، والسلالوم العملاق. تعتبر فعاليات التزلج النزولي الحدث الوحيد الذي يركز كلياً على السرعة؛ حيث يكمل الرياضيون نزولاً واحداً بأسرع وقت ممكن، ويصلون إلى سرعات تصل إلى 130 كيلومتر في الساعة في المنافسات الاحترافية. السوبر جي، أو السوبر جيانت سلالوم، هو أيضاً حدث سرعوي، لكن خلافاً للتزلج النزولي، يُطلب من المتسابقين الانعطاف قليلاً لعبور مجموعات واسعة من البوابات أثناء نزولهم الجبل. في كل من التزلج النزولي والسوبر جي، لدى الرياضيين محاولة واحدة فقط لتحقيق أفضل زمن.
في فعاليات السلالوم، يجب على الرياضيين التزلج بين بوابات موضوعة بالقرب من بعضها البعض، مما يجعل الرشاقة والتقنية أكثر أهمية من السرعة. أما السلالوم العملاق فيتطلب من الرياضيين التزلج بين بوابات متباعدة بمسافات أكبر من السلالوم، لكنها أقل من السوبر جي. في كل من السلالوم والسلالوم العملاق يُعطى الرياضيون جولتان، تشكل الأولى أساس ترتيب البداية للجولة الثانية.

### النتائج
الجدول التالي يعرض الأوقات، الأوقات بعد حساب العامل، حساب العامل، والمركز العام لفريق أستراليا في كل من فعالياتهم.
النتائج:
| الرياضي                            | الفعالية                          | الوقت       | نسبة العامل % | الوقت بعد الحساب | المركز                          |
| ---------------------------------- | --------------------------------- | ----------- | ------------- | ---------------- | ------------------------------- |
| سكوت آدامز                         | التزلج النزولي للرجال LW4         | 1:36.62     | 99.74494      | 1:36.37          | 12                              |
|                                    | السلالوم العملاق للرجال LW4       | لم يكمل     |               |                  |                                 |
|                                    | السلالوم للرجال LW4               | 1:57.79     | 98.66435      | 1:56.21          | 9                               |
|                                    | السوبر جي للرجال LW4              | لم يكمل     |               |                  |                                 |
| بيتر بونارتس                       | التزلج النزولي للرجال LW12        | 1:54.52     | 83.89583      | 1:36.08          | 14                              |
|                                    | السلالوم العملاق للرجال LW12      | 3:18.76     | 83.05938      | 2:45.09          | 9                               |
|                                    | السلالوم للرجال LW12              | 2:19.26     | 75.40576      | 1:45.01          | 10                              |
|                                    | السوبر جي للرجال LW12             | لم يكمل     |               |                  |                                 |
| بارت بانتينغ / ناثان تشيفرز (دليل) | السلالوم للرجال B1-2              | تم استبعاده |               |                  |                                 |
|                                    | التزلج النزولي للرجال B1-3        | 2:23.03     | 55.87923      | 1:19.92          | المركز الأول، الميدالية الذهبية |
|                                    | السوبر جي للرجال B1-3             | 2:00.92     | 57.50793      | 1:09.54          | المركز الأول، الميدالية الذهبية |
|                                    | السلالوم العملاق للرجال B1-2      | 3:53.60     | 57.61732      | 2:14.60          | المركز الثاني، الميدالية الفضية |
| مارك درينان                        | التزلج النزولي للرجال LW3,5/7,9   | 1:41.60     | 93.82805      | 1:35.33          | 8                               |
|                                    | السلالوم العملاق للرجال LW3,5/7,9 | 2:43.18     | 93.13679      | 2:31.98          | 6                               |
|                                    | السلالوم للرجال LW3,5/7,9         | 1:55.14     | 88.94977      | 1:42.42          | 6                               |
|                                    | السوبر جي للرجال LW3,5/7,9        | 1:32.81     | 91.27271      | 1:24.71          | 6                               |
| مايكل ميلتون                       | التزلج النزولي للرجال LW2         | 1:28.37     | 94.64836      | 1:23.64          | المركز الأول، الميدالية الذهبية |
|                                    | السلالوم العملاق للرجال LW2       | 2:27.59     | 92.23105      | 2:16.12          | المركز الأول، الميدالية الذهبية |
|                                    | السلالوم للرجال LW2               | 1:29.03     | 100           | 1:29.03          | المركز الأول، الميدالية الذهبية |
|                                    | السوبر جي للرجال LW2              | 1:19.67     | 92.12996      | 1:13.40          | المركز الأول، الميدالية الذهبية |
| كاميرون راهلس-رهبولا               | التزلج النزولي للرجال LW2         | 1:33.80     | 94.64836      | 1:28.78          | 9                               |
|                                    | السلالوم العملاق للرجال LW2       | لم يكمل     |               |                  |                                 |
|                                    | السلالوم للرجال LW2               | 1:50.40     | 100           | 1:50.40          | 17                              |
|                                    | السوبر جي للرجال LW2              | لم يكمل     |               |                  |                                 |

### البياثلون
البياثلون هو مزيج من التزلج والرماية. يتكون من مسار واحد طوله 7.5 كيلومتر مقسم إلى ثلاث مراحل، كل منها بطول 2.5 كيلومتر، وبين كل مرحلة وأخرى يُطلب من الرياضيين إصابة هدفين موضوعين على بعد عشرة أمتار، مع تطبيق عقوبات زمنية على الأهداف التي تُخطئ. يتم تحديد المركز العام لكل رياضي باستخدام نظام نسبة صيغة زمنية يعدل أوقات الرياضيين نسبة إلى فئة إعاقتهم وأداء المتسابقين الآخرين. ونظراً لأن نظام النسبة معقد ويأخذ في الاعتبار تقنيات الرياضيين المختلفة وإعاقاتهم، فإنه يُقيَّم سنوياً ويتم تعديله إذا لزم الأمر.
لكي ينجح الرياضي في مسابقة البياثلون، يجب أن يطور مهاراته في كل من القدرة البدنية على التحمل ودقة الرماية. الرياضيون ضعيفو البصر يُساعدون بإشارات صوتية تتغير شدتها عندما يكون الرياضي على الهدف.

### التزلج الريفي
التزلج الريفي هو فعالية يتزلج فيها الرياضيون عبر تضاريس مغطاة بالثلج، بدلاً من النزول على منحدر جبلي. يتنافس الرياضيون في واحدة من ثلاث فعاليات: الحر (5 كيلومتر و 2.5 كيلومتر)، الكلاسيكي (5 كيلومتر، 15 كيلومتر، و20 كيلومتر)، والتتابع (3 × 2.5 كيلومتر، و1 × 7.5 كيلومتر + 2 × 5 كيلومتر) مستخدمين الأدوات المساعدة الخاصة بهم. تُستخدم تقنيتان أساسيتان في التزلج الريفي: الأسلوب الكلاسيكي، حيث يتحرك الرياضيون كما لو كانوا يتزلجون بشكل طبيعي مع تحرك الزلاجات بشكل متوازي، والأسلوب الحر، المعروف أيضاً باسم تزلج السكيت، حيث يدفع الرياضيون أنفسهم إلى الأمام كما لو كانوا يتزلجون بسرعة. الرياضيون ضعيفو البصر يُساعدون بواسطة الأدلاء، والمتزلجون على الكراسي يجلسون على مزلجات ويسحبون أنفسهم باستخدام العصي.

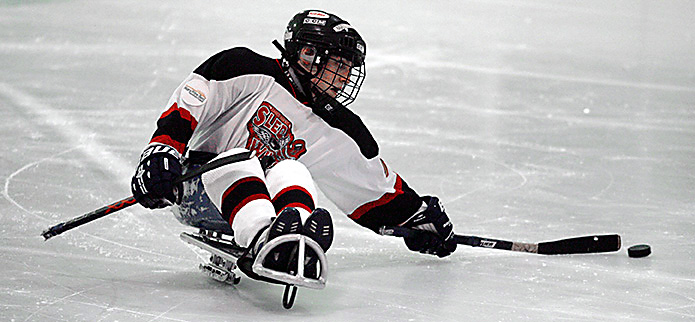
لاعب هوكي الجليد على الزلاجة يحاول الوصول إلى القرص.

### هوكي الجليد على الزلاجات
هوكي الجليد على الزلاجات هو النسخة البارالمبية من هوكي الجليد. ظهر لأول مرة في الألعاب البارالمبية الشتوية لعام 1994 في ليليهامر، وسرعان ما أصبح واحدًا من أكثر الفعاليات جذبًا في الألعاب البارالمبية الشتوية. هو منافسة سريعة الوتيرة ومليئة بالاحتكاك الجسدي، يلعبها الرياضيون الذين يعانون من إعاقات في الجزء السفلي من أجسامهم.تتبع هذه الرياضة قواعد الاتحاد الدولي لهوكي الجليد (الاتحاد الدولي لهوكي الجليد) مع بعض التعديلات؛ حيث يرتدي اللاعبون زلاجات ذات نصلتين بدلاً من الزلاجات العادية، وهي مصممة بحيث يمكن للقرص المرور من تحتها. يحمل اللاعب عصا في كل يد، واحدة بنهاية شوكية للدفع، والأخرى بنهاية شفرة للتسديد.

## الإدارة
وكان مسؤولو الفريق هم:
- رئيس البعثة : نيك دين
- مساعد رئيس البعثة: جيني بانكس
- المدير: أندرو ستينلاي
- المدربون: ستيف بوفا ( المدرب الرئيسي )، سيلفيا برييلر (المدرب الفني)
- فني التزلج: كيفن بول
- الطب: كيفن باوندي (طبيب)، بن سوي ( معالج طبيعي )
- مسؤول الاتصال الإعلامي: مارجي ماكدونالد [20]

كان لدى الفريق الأسترالي للألعاب البارالمبية الشتوية لعام 2002 قائمة واسعة من الرعاة، بما في ذلك اللجنة الأسترالية للرياضة، إنرجي أستراليا، فورسايت، هيئة حوادث السيارات، تيلسترا، ووركوفير نيو ساوث ويلز، ووركوفير سيفتي فيكتوريا، تاب، أندية نيو ساوث ويلز، ياكا، وروجن.[4]

## الروابط الخارجية
- الذكرى السنوية العاشرة لألعاب سولت ليك سيتي
- دورة الألعاب البارالمبية سولت ليك 2002
- سولت ليك 2002 ليجاسي
- دليل إعلامي للفريق الأسترالي في دورة الألعاب البارالمبية 2002 في سولت ليك سيتي